# Шлоссер, Иоганн Фридрих Генрих
Иоганн Фридрих Генрих Шлоссер (30 декабря 1780, Франкфурт-на-Майне — 22 декабря 1851, там же) — немецкий писатель, переводчик и юрист.
Изучал юриспруденцию в различных университетах, в том числе в Йенском. В 1803 году получил степень в области права и вернулся во Франкфурт, занявшись адвокатской практикой. В 1806 году был назначен адвокатом в городском суде, а в 1812 году — директором лицея великого княжества Франкфурт. После ликвидации княжества покинул свой пост, а в 1814 году перешёл вместе с супругой в католичество.
Был представителем родного города на Венском конгрессе и первоначально занимался активной общественной деятельностью, защищая права католической общины города и выступая за равенство представителей всех христианских конфессий, но в 1825 году отошёл от общественной жизни, занявшись научными исследованиями и написанием литературных произведений. Был также известен как друг Гёте, после смерти последнего предпринял издание собрания его сочинений.
В посмертное собрание его сочинений («Aus J. F. H. Schl. Nachlass», 1856—1859, 4 тома) вошли разнообразные поэтические и прозаические произведения.